# Per Landin
Per Landin (* 5. August 1956 in Borgholm; † 7. September 2021 in Stockholm) war ein schwedischer Autor, Journalist, Übersetzer und promovierter Germanist.

## Biografie
Landin war der Sohn des Historikers Lennart Landin und wuchs in Kalmar und Helsingborg auf. 1990 promovierte er in Deutscher Literatur an der Universität Stockholm. Er arbeitete als Kulturjournalist bei Sydsvenska Dagbladet sowie in deutschsprachigen Zeitungen wie der Frankfurter Allgemeinen Zeitung und der Neuen Zürcher Zeitung. Zwischen 1990 und 2012 war er Mitarbeiter von Dagens Nyheter. Von 1992 bis 1997 war er Alexander-von-Humboldt-Stipendiat an der Martin-Luther-Universität Halle-Wittenberg und der Humboldt-Universität zu Berlin. Landin war auch als Übersetzer aus dem Deutschen tätig.
Er schrieb viele Jahre für u. a. Sydsvenska Dagbladet und Dagens Nyheter. Landin war Übersetzer deutschsprachiger Belletristik ins Schwedische und Autor einer Reihe von Essaysammlungen über deutsche Literatur- und Kulturgeschichte.

## Schriften

### Monographien
- I detta land lever vi: ny prosa och lyrik från DDR (antologi; urval och inledning Per Landin, prosaövers. Per Landin, tolkningar Karl H. Bolay [m.fl.], Café Existens, 1982)
- Tyska samtal: en resa genom fyra litteraturer (Symposion, 1988)
- Von Dort nach Hier: zum Prozeß der Vermittlung und Aufnahme deutschsprachiger Belletristik in Schweden 1980–1988 (Symposion, 1990) [Diss. Stockholms universitet]
- Sista tangon i DDR: ett PS (Symposion, 1992)[3]
- Münchhausens äventyrligheter och andra otidsenliga utflykter i det nyligen förflutna (Symposion, 1994)
- Politisk korrekthet på svenska: en antologi (redigerad tillsammans med Pierre Kullbom, Symposion, 1998)
- Slottet som försvann eller hur farmor kom till Öland (Symposion, 1999)
  - Deutsche Übersetzung: Das verschwundene Schloss: ein Schwede auf Spurensuche im ehemaligen Ostpreußen (Lang, 2004)[4]
- Wagners mörka punkt och andra tyska fallstudier (Symposion, 2001)
- Jag heter Per Landin: journalistik och polemik (Symposion, 2004)
- Hotel am Kanteck: an artistbook (tio betraktelser av författaren och tre originallitografier av Pontus Carle, Berlin: New Work Publishing, 2008)
- Dietrich Eckarts onda öga (Bokförlaget Atlantis, 2009)[5]
- Resan till Saaleck (Bokförlaget Atlantis, 2012)[6]
- Kan du inte säga något snällt i stället (Bokförlaget Atlantis, 2015)[7]
- Langbehns testamente - ett tyskt århundrade i tio kapitel (Bokförlaget Augusti, 2017)[8]
- Forsters patient: Tio tyska intermezzon (Bokförlaget Augusti, 2020)

### Übersetzungen
- Martin R. Dean: De hemliga trädgårdarna (Die verborgenen Gärten) (Bonnier, 1984)
- Bettina Blumenberg: Förförelse (Verführung) (Bonnier, 1988)
- Christoph Hein: Tangospelaren (Der Tangospieler) (Norstedts, 1990)
- Wolf Biermann: Daidalos Fall (Klartexte im Getümmel. Über das Geld und andere Herzensdinge). Norstedts 1992.
- Günter Grass/Kenzaburo Oe: Mitt Japan – Mitt Tyskland. Ariel Förlag 1995
- Thomas Brussig: På den kortare sidan av Sonnenallé (Am kürzeren Ende der Sonnenallee) (Natur & Kultur, 2001)
- Thomas Mann: En opolitisk mans betraktelser (Betrachtungen eines Unpolitischen) (zusammen mit Urban Lindström, Bokförlaget Atlantis, 2012)

## Auszeichnungen
- 1992–1994 & 1997 – Alexander von Humboldt-Stipendium
- 1995 – Medienpreis der Stiftung Ostdeutscher Kulturrat (OKR), Essay in Frankfurter Allgemeine Zeitung
- 2001 – Zibetska priset
- 2012 – Hedersledamot i föreningen Heimdal
- 2015 – Gun och Olof Engqvists stipendium